# ジョン・ゴードン (初代メルガム子爵)
初代メルガム子爵ジョン・ゴードン（英語: John Gordon, 1st Viscount of Melgum、1630年10月9日没）は、スコットランド貴族。

## 生涯
初代ハントリー侯爵ジョージ・ゴードンとヘンリエッタ・ステュワートの息子として生まれた。
1626年、ソフィア・ヘイ（1642年3月12日没、第9代エロル伯爵フランシス・ヘイの娘）と結婚、2男1女をもうけた。
- ジョン（1627年ごろ – 1630年までに没）
- ヘンリエッタ（1627年ごろ – 1642年3月12日以降没）
- ナサニエル（1628年ごろ – 1630年までに没）

1627年10月20日、スコットランド貴族であるアボイン卿とメルガム子爵に叙された。
1630年10月9日、フレネット城でサー・ジェームズ・クライトン（Sir James Crichton）を訪れていたときに焼死した。息子2人が夭折したため、爵位は廃絶した。